# Walkden
Walkden è un quartiere di 38.685 abitanti di Salford nella contea della Grande Manchester, in Inghilterra.